# Demis Roussos

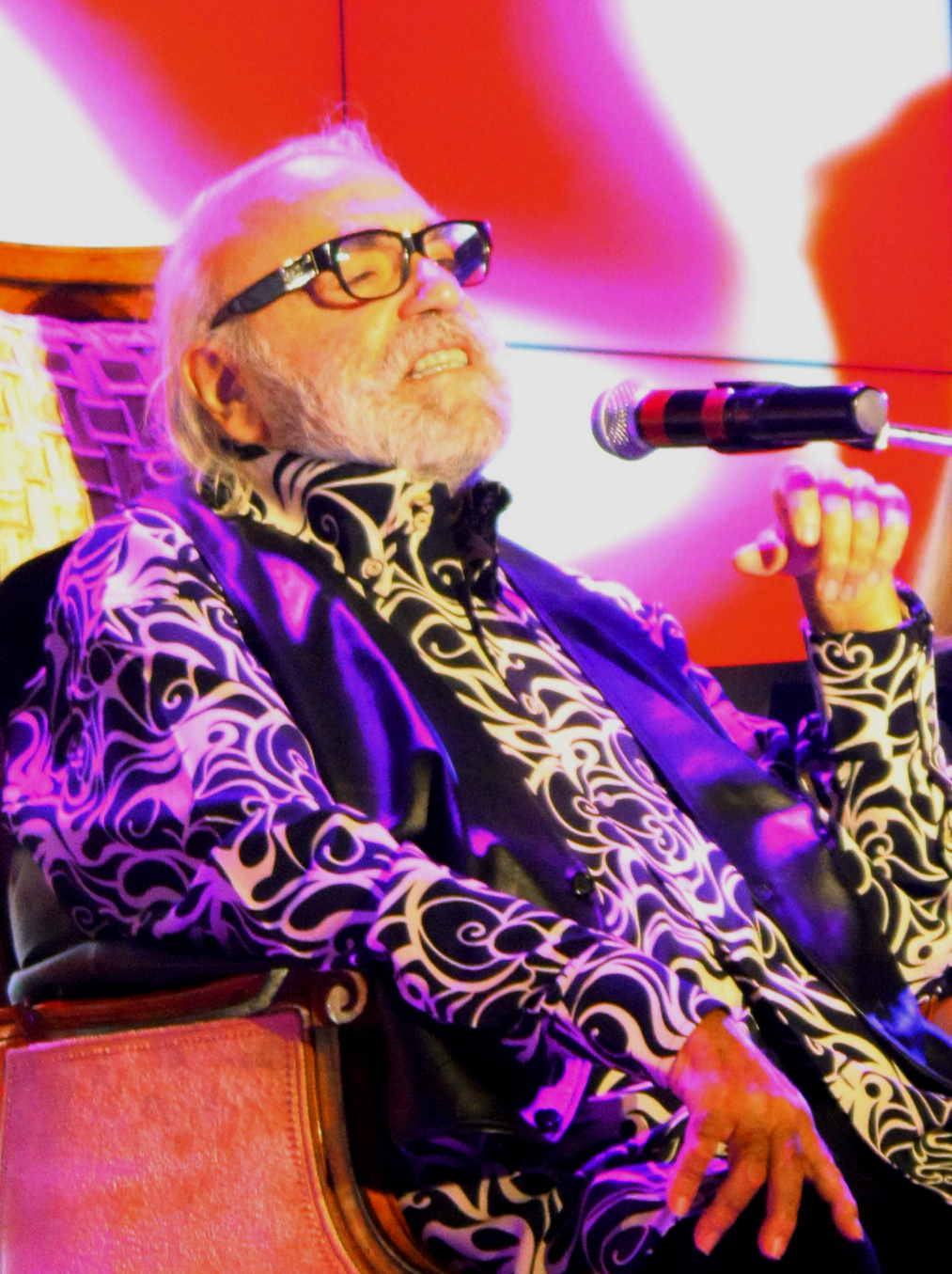
Demis Roussos in Baku (2013)

Demis Roussos (bürgerlich Artemios Ventouris Roussos, griechisch Αρτέμιος Βεντούρης Ρούσσος; * 15. Juni 1946 in Alexandria, Ägypten; † 25. Januar 2015 in Athen) war ein griechischer Sänger. 1968 gründete er mit Vangelis die Progressive-Rock-Band Aphrodite’s Child und hatte mit der Band seine ersten Erfolge. International bekannt wurde er 1973 als Solokünstler mit dem Lied Goodbye, My Love, Goodbye, das er in mehreren Sprachen aufnahm.

## Leben
Demis Roussos entstammte einer griechischen Familie, die seit den 1920er Jahren in Ägypten lebte. Er wuchs in Alexandria auf. Wegen zunehmender Fremdenfeindlichkeit infolge der Sueskrise kehrte die Familie 1961 nach Griechenland zurück.
Gegen Ende der 1970er Jahre wog Roussos fast 150 kg und begann sich um seine Gesundheit zu sorgen. Es gelang ihm 50 kg abzunehmen, worüber er 1982 ein Buch unter dem Titel A Question of Weight veröffentlichte.
1985 war er an Bord des TWA-Fluges 847 von Athen nach Rom, als dieser von Mitgliedern der Hisbollah entführt wurde. Roussos wurde zusammen mit sieben weiteren Geiseln griechischer Nationalität nach fünf Tagen freigelassen, nachdem die griechische Regierung ein Mitglied der Hisbollah aus dem Gefängnis entlassen hatte. Gerüchte, nach denen Roussos für die Entführer gesungen haben soll, dementierte er später entschieden.
Demis Roussos starb am 25. Januar 2015 im Alter von 68 Jahren in Athen an den Folgen von Magenkrebs. Er wurde auf dem Ersten Athener Friedhof beigesetzt.

## Musikalische Karriere
Seine musikalische Ausbildung erhielt Roussos in Athen. In seinen Anfängen war er Mitglied in verschiedenen Musikgruppen, so u. a. The Idols und We Five. 1968 gründete er mit Vangelis die Gruppe Aphrodite’s Child, die mit ihrem „Greek-Sound“ zunächst in Frankreich, dann auch in Deutschland erfolgreich war. Zu den Höhepunkten der gemeinsamen Arbeit mit Vangelis gehört das 1972 erschienene Konzeptalbum 666, das sich an der Offenbarung des Johannes orientiert.
Anfang der 1970er Jahre spielte Roussos Soloaufnahmen ein. Während das erste Album Fire and Ice eher unkommerziell war – und bis heute weitgehend unbekannt blieb – konnte er 1973 mit dem in mehreren Sprachen aufgenommenen Schlager Goodbye, My Love, Goodbye einen Nummer-eins-Hit in Deutschland verbuchen und seinen internationalen Durchbruch als Solosänger feiern. Das Lied gilt heute als Evergreen des deutschen Schlagers und wurde später von anderen Künstlern wie Vicky Leandros gecovert. Es folgten in jährlichen Abständen weitere Solo-Alben in englischer Sprache, die in den 1970er Jahren gemeinsam mit überwiegend griechischen und französischen Künstlern – wie Loukas Sideras und Freunden aus der Zeit von Aphrodite’s Child – aufgenommen wurden und sich am erfolgreichen Greek-Sound orientieren. Später folgten anspruchsvollere Einspielungen (Attitudes) mit anderen Musiker- und Produktionsteams.
Sowohl bei seinen Live-Auftritten als auch bei musikalischen Neuproduktionen früherer Hits griff Roussos regelmäßig auf Lieder von Aphrodite’s Child zurück (Spring, Summer, Winter and Fall, Rain and Tears). Parallel dazu nahm Roussos weitere deutschsprachige Titel auf, die ihn zu einem Schlagerstar der 1970er machten, wozu seine charakteristische Stimme, aber auch seine äußere Erscheinung (langhaarig und schwarzbärtig) beitrugen. Hierbei kam es zu einer engen Zusammenarbeit mit Klaus Munro, Ralf Arnie und Leo Leandros.
Ab 1976 kam es erneut zur Zusammenarbeit mit Vangelis. So schrieb und produzierte dieser einige Lieder des Albums Magic von 1977. Dieses Album markierte den Startpunkt für den Gesang in anderen Sprachen neben Deutsch und Englisch. Der Song Because wurde beispielsweise auch in Spanisch (Morir a lado de mi amor) und Französisch (Mourir auprès de mon amour) aufgenommen.
In den 1980er Jahren trat Roussos nur noch unter seinem Vornamen auf. Vangelis produzierte, komponierte und arrangierte bei zwei weiteren Alben dieser Zeit. Roussos lieh auch einem Titel aus dem Film Blade Runner, dessen Soundtrack Vangelis komponierte, seine Stimme. 1989 nahm er die Single Young Love auf, ein Duett mit Drafi Deutscher. Dieser Titel konnte sich in der ZDF-Hitparade sehr gut platzieren. Besonders in Frankreich hatte Roussos auch in den späten 1980er und Anfang der 1990er Jahre noch beachtlichen Erfolg.
Seine jüngeren Titel waren eine Mischung aus Folklore und elektronischer Musik. Im Frühjahr 2002 absolvierte er eine erfolgreiche Tournee in England. 2008 feierte Roussos sein 40-jähriges Bühnenjubiläum. 2009 erschien sein letztes Studioalbum Demis.

## Diskografie

### Alben
- Fire and Ice 1971 (UK: Silber)
- On the Greek Side of My Mind 1971
- Forever and Ever 1973
- Auf Wiederseh’n 1974
- My Only Fascination 1974
- Χριστουγεννιάτικα Τραγούδια Με Τους … (mit Nana Mouskouri, The Platters, Elpida, Robert Williams, Βίκυ, Μπέσσυ und Κώστας Τουρνάς) 1974
- Souvenirs 1975
- Happy to Be … 1976
- The Demis Roussos Magic
- Kyrila – Insel der Träume 1976
- Die Bouzouki, die Nacht und der Wein 1976
- Ainsi soit-il 1977
- La Bible (Family of Love avec Jeane Manson et Demis Roussos) 1977
- Demis Roussos 1978
- We Five Featuring Demis Roussos (We Five feat. Demis Roussos)
- Universum 1979
- Universum – Cantado en español 1979
- Man of the World 1979
- Attitudes 1982
- Demis 1982
- Attitudes 1983
- Reflection 1984
- Senza tempo 1985
- Greater Love 1986
- Roussos Live! Demis Roussos in Concert 1986
- Glory – The Christmas Album 1987
- Time 1988
- Le grec 1988
- Voice and Vision 1989
- The Very Best of Demis Roussos 1991
- Too Many Dreams (u. a. mit einer Coverversion von Cat Stevens’ Morning Has Broken) 1993
- Immortel 1997
- HitStory 2000
- Les inoubliables de Demis Roussos (mit Neueinspielungen der Hits von Aphrodite’s Child) 1995
- Adagio 2000
- Auf meinen Wegen 2000
- Mp3 Collection, 192kbps 2002
- Christmas with Demis Roussos 2003
- Live in Brazil 2006
- Morning Has Broken 2008
- Demis 2009

### Singles
- Spring, Summer, Winter and Fall 1969
- No Way Out 1971
- Fire and Ice 1971
- We Shall Dance 1971
- No Way Out 1972
- Velvet Mornings 1972
- Forever and Ever 1973
- My Friend the Wind 1973
- Goodbye, My Love, Goodbye 1973
- My Reason 1973
- My Friend the Wind 1973
- Someday, Somewhere 1973
- When I’m a Kid 1973
- Le peintre des étoiles 1973
- Ντρίνκι Ντρίνκι Μάνα Μου 1973
- So wie du bist 1973
- Le jeune fabre (Bande Originale du Feuilleton Télévisé) (mit Stelios Vlavianos)
- Lovely Lady of Arcadia 1973
- Schönes Mädchen aus Arcadia 1973
- With You 1974
- Мечта
- When Forever Has Gone 1974
- My Only Fascination 1974
- Auf Wiederseh’n 1974
- Deine Liebe wird mir fehlen 1974
- Manuela 1974
- From Souvenirs to Souvenirs
- Perdoname 1975
- Midnight Is the Time I Need You 1975
- So Dreamy 1975
- White Wings 1975
- Sing an Ode to Love 1975
- Schön wie Mona Lisa 1975
- Vagabund der Liebe 1975
- Happy to be on an Island in the Sun 1975
- Maybe Someday 1976
- Excerpts from „The Roussos Phenomenon“ 1976
- Can’t Say How Much I Love You 1976
- Never Say Good-Bye Again 1976
- Far Away 1976
- Die Nächte von Athen 1976
- Die Bouzouki, die Nacht und der Wein 1976
- Komm in den Garten der tausend Melodien 1976
- When Forever Has Gone 1976
- Kyrila 1976
- Ainsi soit-il 1977
- Because 1977
- Mourir auprès de mon amour (Because) 1977
- Profeta non sarò (Because) 1977
- Você, você e nada mais 1977
- I’m Gonna Fall in Love 1977
- Hot Summer Night 1977
- Ich hätte dich heiraten sollen 1977
- Once in a Lifetime 1978
- Life in the City 1978
- L. O. V. E. Got a Hold of Me 1978
- Loin des yeux loin du cœur 1978
- Esta canción 1978
- Kinder der ganzen Erde 1979
- Chantez enfants du monde 1979
- Longtemps je t’aimerai 1979
- Un mundo de hombres niños (Chantez enfants du monde) 1979
- Il tocco dell’amore 1979
- Dolce veleno 1979
- Lost in Love 1980
- Canción de boda (The Wedding Song) 1980
- I Need You 1980
- Credo (I Need You) 1980
- Race to the End 1981
- Demis Roussos 1981 (EP)
- Si j’étais roi de la terre 1981
- Lament 1982
- Follow Me 1982
- Island of Love 1985
- Anytime at All 1985
- Summerwine (Nancy Boyd mit Special Guest Demis Roussos) 1986
- Summer in Her Eyes 1986
- Quand je t’aime 1987
- Rain and Tears 1987
- My Friend the Wind (Live) 1987
- Time 1988
- Le grec 1988
- My Song of Love 1988
- Young Love (mit Drafi Deutscher) 1989
- Magdalena 1989
- Dance of Love 1989
- Mamy Blue 1989
- Graffiti 1989
- On écrit sur les murs 1989
- Tous les „Je vous Aime“ 1993
- Morning Has Broken 1993
- Mon amour (mit Anny Schilder) 1995
- On My Own (mit Rob de Nijs) 1995
- Dinata 1997
- Love Is 2009

## Auszeichnungen für Musikverkäufe
| Goldene Schallplatte - Belgien - 2015: für das Album Collected - Finnland - 1974: für das Album Forever and Ever - 1974: für das Album My Only Fascination - Frankreich - 1973: für die Single Goodbye, My Love, Goodbye - 1974: für das Album Forever and Ever - 1975: für das Album My Only Fascination - 1976: für das Album Souvenirs - 1977: für die Single Mourir Auprès De Mon Amour - 1977: für das Album The Magic of Demis Roussos - 1977: für das Album We Shall Dance - 1979: für das Album Les Grands Succès - 1979: für das Album Universum - 1980: für das Album For Ever - 1988: für die Single Quand Je T’aime - 1988: für das Album Le Grec (Best Of) - 1990: für die Single On Ecrit Sur Les Murs - 1990: für das Album Voice And Vision - 1993: für das Album Chante Noel - Niederlande - 1988: für das Album The Story of - Spanien - 2000: für das Album Lo Mejor de en Español - Portugal - 2006: für das Album The Very Best of Demis Roussos | Platin-Schallplatte - Frankreich - 1982: für das Album Ainsi Soit-Il - Neuseeland - 1979: für das Album The Roussos Phenomenon - Spanien - 1980: für das Album Universum |

Anmerkung: Auszeichnungen in Ländern aus den Charttabellen bzw. Chartboxen sind in ebendiesen zu finden.
| Land/RegionAuszeichnungen für Musikverkäufe (Land/Region, Auszeichnungen, Verkäufe, Quellen) | Silber     | Gold       | Platin     | Verkäufe  | Quellen                     |
| -------------------------------------------------------------------------------------------- | ---------- | ---------- | ---------- | --------- | --------------------------- |
| Belgien (BRMA)                                                                               | —          | Gold1      | —          | 15.000    | ultratop.be                 |
| Deutschland (BVMI)                                                                           | —          | 2× Gold2   | —          | 750.000   | musikindustrie.de           |
| Finnland (IFPI)                                                                              | —          | 2× Gold2   | —          | 30.000    | ifpi.fi                     |
| Frankreich (SNEP)                                                                            | —          | 15× Gold15 | Platin1    | 3.250.000 | infodisc.fr snepmusique.com |
| Neuseeland (RMNZ)                                                                            | —          | —          | Platin1    | 15.000    | aotearoamusiccharts.co.nz   |
| Niederlande (NVPI)                                                                           | —          | Gold1      | —          | 50.000    | nvpi.nl                     |
| Portugal (AFP)                                                                               | —          | Gold1      | —          | 10.000    | Einzelnachweise             |
| Spanien (Promusicae)                                                                         | —          | Gold1      | Platin1    | 150.000   | elportaldemusica.es ES2     |
| Vereinigtes Königreich (BPI)                                                                 | 6× Silber6 | 3× Gold3   | Platin1    | 1.530.000 | bpi.co.uk                   |
| Insgesamt                                                                                    | 6× Silber6 | 26× Gold26 | 4× Platin4 |           |                             |